# Radio Radom
Radio Radom (popularnie nazywana Ra-Ra lub RaRa) – lokalna stacja radiowa o charakterze samorządowym, nadawana od 26 października 1994 do 3 maja 2004 na częstotliwości 106,9 MHz, na której obecnie nadaje Radio Eska Radom. Do stycznia 2000 program Radia Radom był nadawany na częstotliwości 69,59 MHz. 20 lutego 2017 radio została reaktywowane przez byłych pracowników radia i nadaje jako radio internetowe. Od 17 czerwca 2019 program oficjalnie jest nadawany na częstotliwości 87,7 MHz, choć próbna emisja sygnału miała miejsce sześć dni wcześniej.
Siedziba Radia Radom początkowo mieściła się w pomieszczeniach Teatru Powszechnego przy pl. Jagiellońskim 15, a w latach 2003-2004, do momentu zmiany nazwy siedziba radia była zlokalizowana przy pl. Konstytucji 3 Maja 1. Od 2017 mieści się ona przy ul. Piłsudskiego 7/6.

## Historia

### Radio Radom (1994-2004)
15 września 1994, Krajowa Rada Radiofonii i Telewizji przyznała Radiu Radom koncesję na nadawanie programu. Emisję programu rozpoczęto 26 października tego samego roku o godzinie 10:00 na częstotliwości 69,59 MHz i 106,9 MHz. Właścicielem pierwszej koncesji była Gmina Radom, a za produkcję programu początkowo odpowiedzialna była spółka "Arch-Geobud" a od 1995 spółka "Regionalny Ośrodek Informacyjny Radom-Media". Była to druga (po Katolickim Radiu Radomskim AVE) radomska rozgłośnia radiowa. Radio miało charakter samorządowy – stawiano przede wszystkim na lokalne informacje, audycje i publicystykę. W radiu emitowano muzykę od jazzu do muzyki poważnej. Od lutego 1999 program Radia Radom emitowany był przez internet.
Pod koniec sierpnia 1998 poinformowano o sprzedaży 58% akcji spółki "Radom-Media" warszawskiej spółce "Puritia" za 600 tysięcy złotych. 30 sierpnia tego samego roku, przedstawiciele Rady Miejskiej SdRP złożyli do prokuratury zawiadomienie o popełnieniu przestępstwa. Po wyborach samorządowych, w których w Radomiu wygrała koalicja SLD-UP, Zarząd Miasta uznał, że przejęcie przez Puritię większościowych udziałów w spółce "Radom-Media" spowodowało utratę kontroli nad działalnością spółki, a Gmina Radom straciła kontrolę nad rozgłośnią. Skutkiem tych działań było zaprzestanie dofinansowania radia na początku 1999 roku. W połowie kwietnia, pomimo rozmów ze spółkami "Puritia" i "Radom-Media", Zarząd Miasta złożył wniosek do KRRiT o rozpoczęcie procedury cofnięcia koncesji. W odpowiedzi, spółka "Radom-Media" złożyła zawiadomienie do Prokuratury Rejonowej w Radomiu, lecz dwa miesiące później Prokuratura odmówiła wszczęcia postępowania. W maju 1999, Krajowa Rada Radiofonii i Telewizji przychyliła się do wniosku Zarządu Miasta Radom i rozpoczęła procedurę odebrania koncesji Radiu Radom.
We wrześniu 1999 rozpoczęły się pierwsze rozmowy dotyczące wejścia Radia Radom do sieci Radia Plus. Zdaniem prezesa spółki Radom-Media wejście rozgłośni do sieci Radia Plus miałoby uatrakcyjnić ofertę Radia Radom.  Na początku następnego miesiąca, Zarząd Miasta przyznał, że rozgłośnia mogłaby wejść do sieci radiowej, lecz niekoniecznie zideologizowanej jak Radio Plus. Spółka "Radom-Media" otrzymała wstępny projekt umowy współpracy z Radiem Plus – w jej ramach Radio Radom miałoby emitować przez siedem godzin dziennie programy przygotowywane przez Radio Plus, a w zamian za otrzymywane materiały rozgłośnia udostępniłaby czas antenowy na reklamy zebrane przez katolicką rozgłośnię. Jednocześnie Radio Radom mogło być pierwszą stacją niediecezjalną w sieci Radia Plus. Władze miasta nie zgadzały się na zmianę nazwy stacji z Radio Radom na Radio Plus Radom.
Na początku 2000 roku miasto postanowiło o zaprzestaniu opłat za koncesję, nie rezygnując jednocześnie z koncesji, gdyż Zarząd Miasta musiałby zapłacić ogromne odszkodowanie spółce Puritia, czekając w dalszym ciągu na decyzję KRRiT. 14 czerwca 2000, Krajowa Rada Radiofonii i Telewizji postanowiła o odebraniu koncesji Radiu Radom – za cofnięciem głosowało siedmiu członków Rady, natomiast przeciwni byli Marek Jurek i Jarosław Sellin. Od tej decyzji odwołali się Zarząd Miasta i Towarzystwo Słuchaczy Radia Radom. 8 sierpnia, Zarząd Miasta postanowił o wyłączeniu nadajników i zerwaniu umowy ze spółką "Radom-Media". Decyzja spotkała się ze sprzeciwem pracowników i sympatyków Radia Radom, którzy osiem dni później protestowali przed siedzibą Urzędu Miejskiego. 25 sierpnia, decyzją Zarządu Okręgowego PAR w Warszawie, Radio Radom przestało nadawać – Zarząd Miasta Radom uznał ruch za "odwet", ponadto dzień wcześniej KRRiT uwzględniła odwołania i radio mogło nadawać dalej. Państwowa Agencja Radiokomunikacyjna cofnęła szybko decyzję i cztery dni później, o 17:15 wznowiono nadawanie. 
Jeszcze przed wyłączeniem nadajników, 21 sierpnia, podczas sesji Rady Miejskiej, podjęto uchwałę o powołaniu nowej spółki, która będzie produkowała program Radia Radom. 51% udziałów należało do Gminy Radom, a pozostałe 49% przekazano Zjednoczonym Przedsiębiorstwom Rozrywkowym, właścicielowi Radia Eska. Nowa spółka zaczęła starać się o nową koncesję na nadawanie programu – uchwała w tej sprawie została podjęta 14 września 2001. We wrześniu 2003, Zjednoczone Przedsiębiorstwa Rozrywkowe nabyły pozostałe udziały Gminy Radom w spółce za 200 tysięcy złotych. 3 maja 2004, Radio Radom zostało zastąpione przez Radio Eska Radom. Zmianę poprzedziła półgodzinna przerwa w nadawaniu programu.
W sierpniu 2001, spółka "Radom-Media" pozwała Gminę Radom do Sądu Okręgowego w Warszawie, żądając dwóch milionów złotych odszkodowania za zerwanie umowy. Sąd pierwszej instancji nakazał wypłacenie przez Gminę Radom odszkodowania w wysokości ponad pół miliona złotych wraz z odsetkami, jednak zarówno spółka jak i miasto odwołały się od wyroku. Ostatecznie sprawa zakończyła się w marcu 2004, gdzie doszło do ugody – polubowne zakończenie sporu kosztowało miasto blisko 800 tysięcy złotych

### Radio Radom (od 2019)
W 2014 spółka "PL FM" starała się o koncesję na nadawanie programu na częstotliwości 96,9 MHz pod nazwą Radio Radom, jednak koncesję otrzymał nadawca Radia Mazowsze. 20 lutego 2017, Radio Radom zostało reaktywowane przez ich byłych pracowników i nadaje od tej pory jako radio internetowe. Od 1 października 2017 przez kilka miesięcy Radio Radom prowadziło emisję okolicznościową na częstotliwości 87,7 MHz. 4 kwietnia 2019, Krajowa Rada Radiofonii i Telewizji postanowiła przyznać spółce Moc FM Sp. z o.o, właścicielowi Radia Radom, koncesję na nadawanie programu na częstotliwości 87,7 MHz. W walce o tę częstotliwość, rozgłośnia pokonała m.in. Meloradio, Radio Wawa, Radio Gra, RMF Maxx, Radio Złote Przeboje czy Antyradio. 11 czerwca rozpoczęto próbną emisję Radia Radom, natomiast sześć dni później oficjalnie Radio Radom zaczęło ponownie nadawać.